# Viszlát nyár
«Viszlát nyár» (с венг. — «Прощай, лето») — песня в исполнении венгерской метал-группы AWS, с которой они представили Венгрию на конкурсе песни «Евровидение-2018». Сингл с песней вышел 21 октября 2017 года.
6 декабря 2017 года стало известно, что группа AWS стала одним из участников A Dal 2018 — национального венгерского отбора «Евровидение-2018». Они вошли во вторую группу конкурсантов и выступили 27 января 2018 года, после чего прошли в полуфинал конкурса благодаря голосованию жюри. Полуфинал состоялся 17 февраля 2018 года, где группа также смогла пройти в следующий этап благодаря голосам жюри. Финал состоялся 24 февраля, и песня «Viszlát nyár» стала победителем по результатам зрительского голосования.

## Список композиций
| №  | Название       | Длительность |
| -- | -------------- | ------------ |
| 1. | «Viszlát nyár» | 3:25         |
| 2. | «Summer Gone»  | 3:05         |

## Позиции в чартах
| Чарт (2018)             | Наивысшая позиция |
| ----------------------- | ----------------- |
| Венгрия (Single Top 40) | 1                 |
| Венгрия (Stream Top 40) | 24                |

## Хронология издания
| Страна | Дата            | Формат               | Лейбл        |
| ------ | --------------- | -------------------- | ------------ |
| Мир    | 21 октября 2017 | цифровая дистрибуция | EDGE Records |